# Туркова, Ксения Дмитриевна
Ксе́ния Дми́триевна Турко́ва (род. 28 января 1980, Железнодорожный, Московская область, РСФСР, СССР) — российская и американская журналистка, радио- и телеведущая (НТВ, ТВ-6, ТВС и РЕН ТВ), педагог. Кандидат филологических наук (2007). С 2017 года — сотрудница американской радиостанции «Голос Америки», где ведёт еженедельные программы.

## Биография
Родилась 28 января 1980 года в Подмосковье. Училась в московской школе № 627 с лицейскими классами при телерадиокомпании «Останкино», а также в музыкальной школе по классу гитары. В 2002 году окончила телевизионное отделение факультета журналистики МГУ им. М. В. Ломоносова с красным дипломом, затем — аспирантуру на кафедре стилистики русского языка того же факультета. В 2007 году получила учёную степень кандидата филологических наук, защитив диссертацию на тему «Новостной телевизионный текст: структура, стратегия, экспрессивность». Преподавала на кафедре стилистики русского языка факультета журналистики МГУ.

### Работа в СМИ
С 1998 по 2000 год работала на московском районном кабельном ТВ, а также внештатным корреспондентом телеканала REN-TV. В 2000 году, в рамках студенческой практики по инициативе Евгения Киселёва, в числе ещё пяти человек попала на телеканал НТВ. С 2000 года работала корреспондентом и ведущей программы «Сегодня в столице» производства НТВ на канале ТНТ. Программа «Сегодня в столице» ушла из телеэфира одновременно с захватом НТВ.
14 апреля 2001 года вместе со всем основным составом сотрудников она перешла на телеканал ТВ-6, позже — ТВС. С сентября 2001 по январь 2002 года — ведущая утренних новостей «Сейчас» телеканала ТВ-6. Участвовала как журналист в некоторых выпусках программы «Намедни» у Леонида Парфенова в 1990-х годах на НТВ и выпусках «Итого» у Виктора Шендеровича.
С июня 2002 по июнь 2003 года являлась ведущей утренних выпусков «Новостей» на телеканале ТВС поочерёдно с Аллой Чернышёвой. Выступала в качестве ведущей в программе «Тушите свет» с Хрюном Моржовым и Степаном Капустой на том же телеканале.
После закрытия ТВС в июне 2003 года Туркова пришла работать на радиостанцию «Эхо Москвы». Ведущая новостей, ведущая и автор игры «Срочная новость» и рубрики о современном сленге «Ксеня по фене» в программе «Говорим по-русски». Лауреат в номинации «Лучший радиокорреспондент» (по мнению пользователей Интернета). Ушла со станции в ноябре 2006 года.
Лауреат Всероссийского конкурса работников электронных СМИ «За образцовое владение русским языком в профессиональной деятельности» в номинации «Лучший радиоведущий».
В ноябре 2004 года вернулась на НТВ и там до июля 2005 года вела обзор прессы в программе «Сегодня утром». Ушла с телеканала после ухода главного продюсера канала Александра Левина в 2005 году. С июня 2006 по осень 2007 года вела программу «Бизнес. Персона» на «Третьем канале».
С октября 2007 по сентябрь 2009 года — ведущая новостей «24» на «РЕН ТВ». В сентябре 2009 года была отстранена от эфира в связи с вольной трактовкой в эфире темы падения ВВП в России и «несоответствием современным профессиональным критериям новостных ведущих».
С 2009 по 2010 год — постоянная автор и ведущая документального цикла «Репортёрские истории» на «РЕН ТВ», в частности — фильмов «Мечтать не вредно» (показан 26 апреля 2009 года) и «Недостойная старость» (показан 28 февраля 2010 года). Окончательно ушла с телеканала «РЕН ТВ» 2 марта 2010 года.
С 2010 по 2012 год работала радиоведущей на станции «Сити FM». 
С февраля 2012 по август 2013 года — ведущая линейного эфира на радио Коммерсантъ FM.
Как колумнист сотрудничала с изданиями «Московские новости» (2011 — 2014), «Сноб» (с 2014 года) и «Такие дела» (2014 — 2015).
1 июня 2013 года была одной из ведущих специального телемарафона ко Дню защиты детей «Прощай, детский дом!» на телеканале «Дождь» (вместе с Катериной Гордеевой, Еленой Погребижской и Екатериной Шерговой).
С августа 2013 по июль 2017 года жила и работала в Киеве (Украина). 
С 18 марта 2014 года по 12 августа 2016 года работала на украинском «Радио Вести», с лета 2013 года за полтора года выучила украинский язык. В дальнейшем начала сотрудничать с Громадским телевидением. В 2015 году участвовала в «Открытых диалогах» в Санкт-Петербурге в дискуссии, посвящённой языку ненависти. 
С 1 сентября 2016 года стала исполнительным продюсером проекта «Громадское на русском» Общественного телевидения.
С июля 2017 года начала работу в digital-подразделении «Голоса Америки».
17 января 2025 года была внесена Минюстом РФ в реестр иностранных агентов.
В марте 2025 года в рамках программы реорганизации «Голоса Америки» и других СМИ, осуществляемой администрацией Президента США Дональда Трампа, уволена (как и большинство сотрудников) из штата этой радиостанции.

## Личная жизнь
Воспитывает сына Кирилла.

## Фильмография
В 2008 году снималась в фильме «С. С. Д.».